# Tokat
Tokat je město v Turecku, hlavní město stejnojmenné provincie. Na konci roku 2009 zde žilo 129 879 obyvatel. Ve městě se narodil Gazi Osman Paşa, turecký generál, hrdina obléhání Plevna v roce 1877. Sídlí zde vysoká škola Gaziosmanpaşa Üniversitesi, která je po něm pojmenována (založena byla v roce 1992).
V roce 1969 zde byl založen fotbalový klub Tokatspor.